# 10096 Colleenohare
10096 Colleenohare è un asteroide della fascia principale. Scoperto nel 1991, presenta un'orbita caratterizzata da un semiasse maggiore pari a 3,0312477 au e da un'eccentricità di 0,1179318, inclinata di 10,87041° rispetto all'eclittica.